# Facoltà di Filosofia (Bratislava)
La Facoltà di Filosofia dell'Università Comenio di Bratislava (in slovacco Filozofická fakulta Univerzity Komenského v Bratislave) è stata fondata nel 1921 e contiene diversi dipartimenti accademici.

## Dipartimento di Romanistica
Il Dipartimento di Romanistica (slovacco: Katedra romanistiky) nella sua forma attuale esiste dal 1991. Nel 1957 i corsi di romanistica facevano parte del Dipartimento di Filologia romanza e Archeologia classica (slovacco: Katedra románskej filológie a klasickej archeológie). Nel 1962 è stato istituito il Dipartimento di Filologia classica, romanza e semitica (slovacco: Katedra klasickej, románskej a semitskej filológie) che, oltre ai cambiamenti circostanziali (Dipartimento di Filologia romanza moderna - slovacco: Katedra modernej románskej filológie; Dipartimento di filologia romanza - slovacco: Katedra románskej filológie; Dipartimento di Lingua e letteratura francese - slovacco: Katedra francúzskeho jazyka a literatúry; Dipartimento di filologia rumena, spagnola e italiana - slovacco: Katedra rumunskej, španielskej a talianskej filológie) è durato fino al 1991.

## Giornalismo

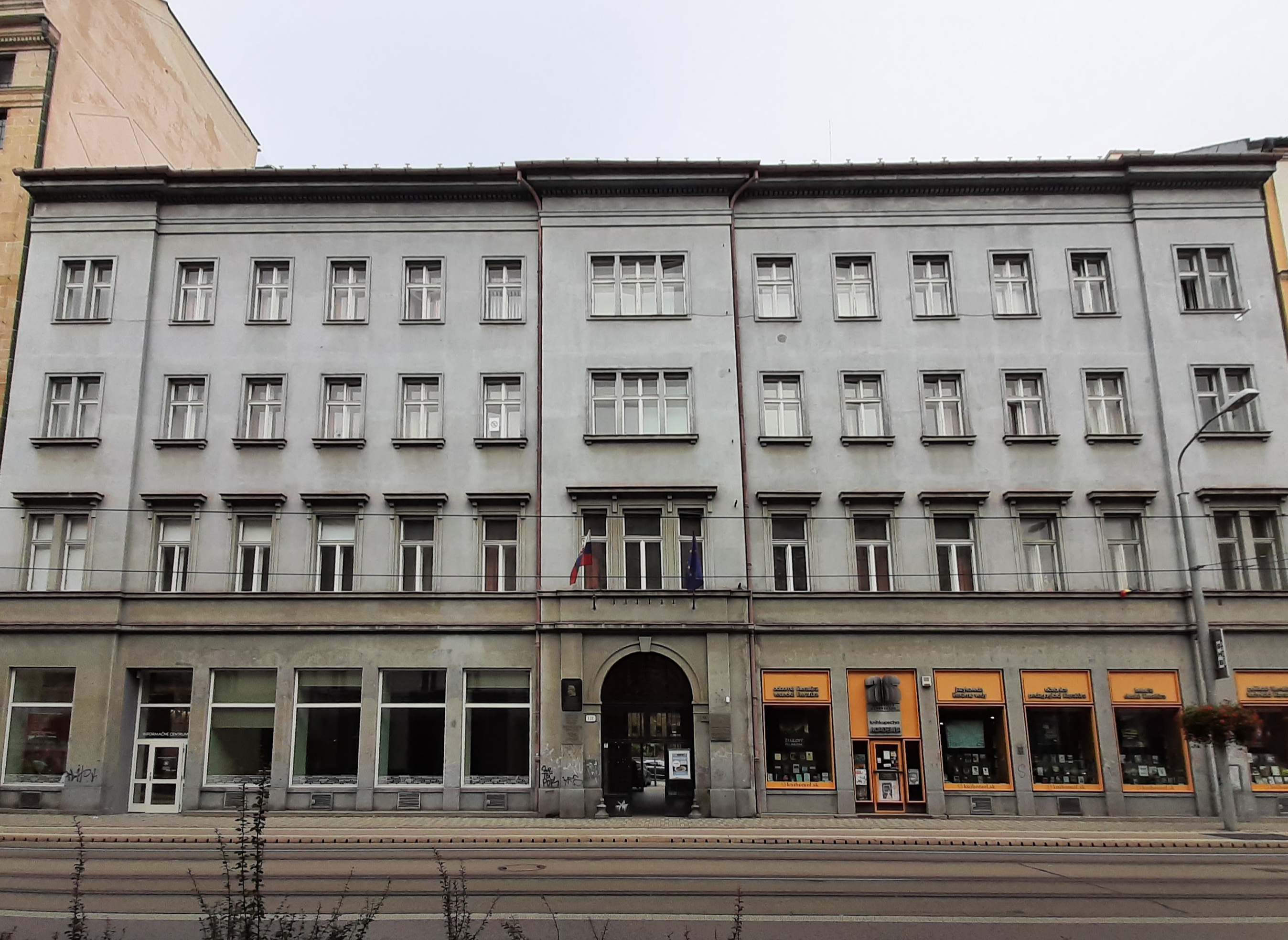
L'edificio dipartimento in Štúrova 9

Il Dipartimento di Giornalismo (slovacco: Katedra žurnalistiky) è stato costituito nel 1992 dalla fusione di tre dipartimenti più vecchi. In alternativa, può essere fatto risalire al 1952 quando fu nominato Dipartimento di Giornalismo e Bibliotechonomia (slovacco: Katedra novinárstva a knihovníctva).
Il presidente del Dipartimento di Giornalismo è doc. Mgr. Ján Hacek, PhD.